# Jan Baegert
Pour les articles homonymes, voir Baegert.

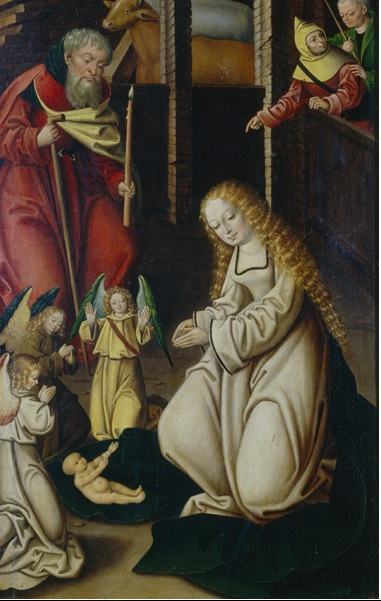
Jan Baegert, Nativité, monastère de Cappenberg (détail)

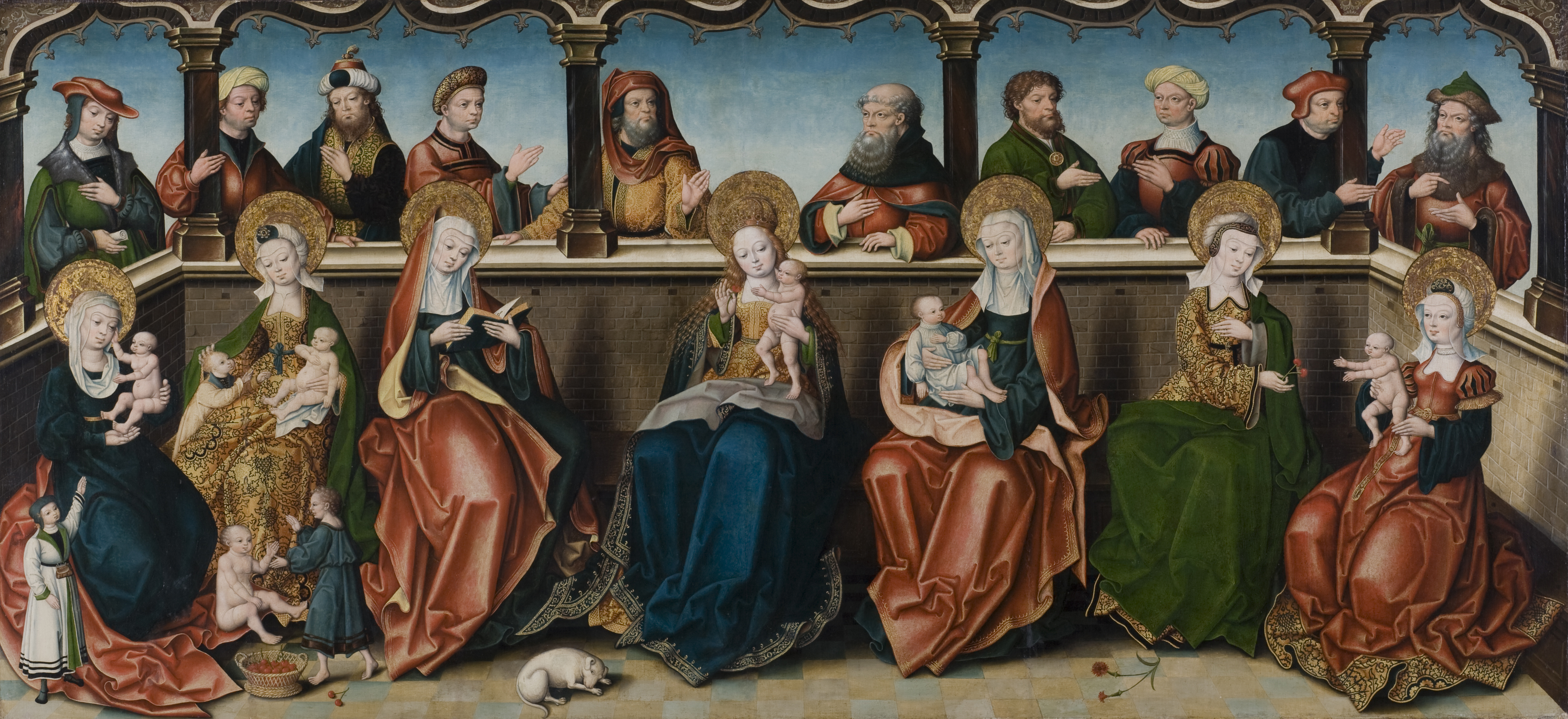
Jan Baegert, La Sainte Parenté (vers 1530), Museum für Kunst und Kulturgeschichte, Dortmund.

Jan Baegert, né en 1465 à Wesel, dans le duché de Clèves, et mort vers 1535 à Wesel, est un peintre de la période de transition entre le Moyen Âge et la Renaissance. Il est le fils du peintre Derick Baegert, et compte parmi les peintres importants de son époque dans la région de Westphalie et du Bas-Rhin. De nombreuses œuvres de commande émanant de ces régions indiquent qu'il avait acquis une certaine notoriété. Son style est encore celui de l'art gothique tardif, mais il montre déjà l’influence de la peinture de la Renaissance venant de la Flandre.
Le nom de convention Maître de Cappenberg était en usage jusque dans les années 1950 en histoire de l'art pour désigner un peintre de l'art gothique tardif qui a créé, vers 1500, un petit retable polyptyque pour l'église saint Jean du monastère de Cappenberg, près de Lünen dans le sud de la région de Münster. Cet artiste a depuis été identifié avec Jan Baegert,.

## Formation et style
Jan Baegert a reçu sa formation dans l'atelier de son père. Il est possible qu'il ait séjourné dans les Pays-Bas de 1482 à 1484, ce qui serait un indice de l'influence de Rogier van der Weyden sur son travail. En 1492, il est signalé comme maître à Kalkar. À partir de 1502, il prend la suite de son père et dirige son atelier à Wesel.
L'œuvre de Jan Baegert, au moins au début de sa carrière, est encore dans le style de l’art gothique tardif. Dans les œuvres plus tardives on retrouve l'influence du nouveau style et de la thématique de la Renaissance. On retrouve souvent dans ses tableaux des personnages avec un visage à un front haut, aux yeux écartés, avec de petits nez et bouche et un petit menton. Si ses premiers tableaux montrent une symétrie équilibrée et sévère, peu accentuée, ses œuvres suivantes donnent plus d'importance aux paysages. Si certaines œuvres tardives, comme La Sainte Parenté, montrent encore le premier style, le paysage a une certaine importance dans La Tentation de saint Antoine, dans la cathédrale de Xanten. Dans son œuvre tardive (vers 1524-1535), la monumentalité et la représentation s'accroissent, influencées par de riches décorations dans le style de la Renaissance et une composition claire. Un exemple typique est fourni par les deux ailes de l'ancien retable de sainte Anne de la cathédrale de Xanten, datés de 1524.

## Œuvres

### Münster
Stadtmuseum Münster (Musée municipal de Münster)

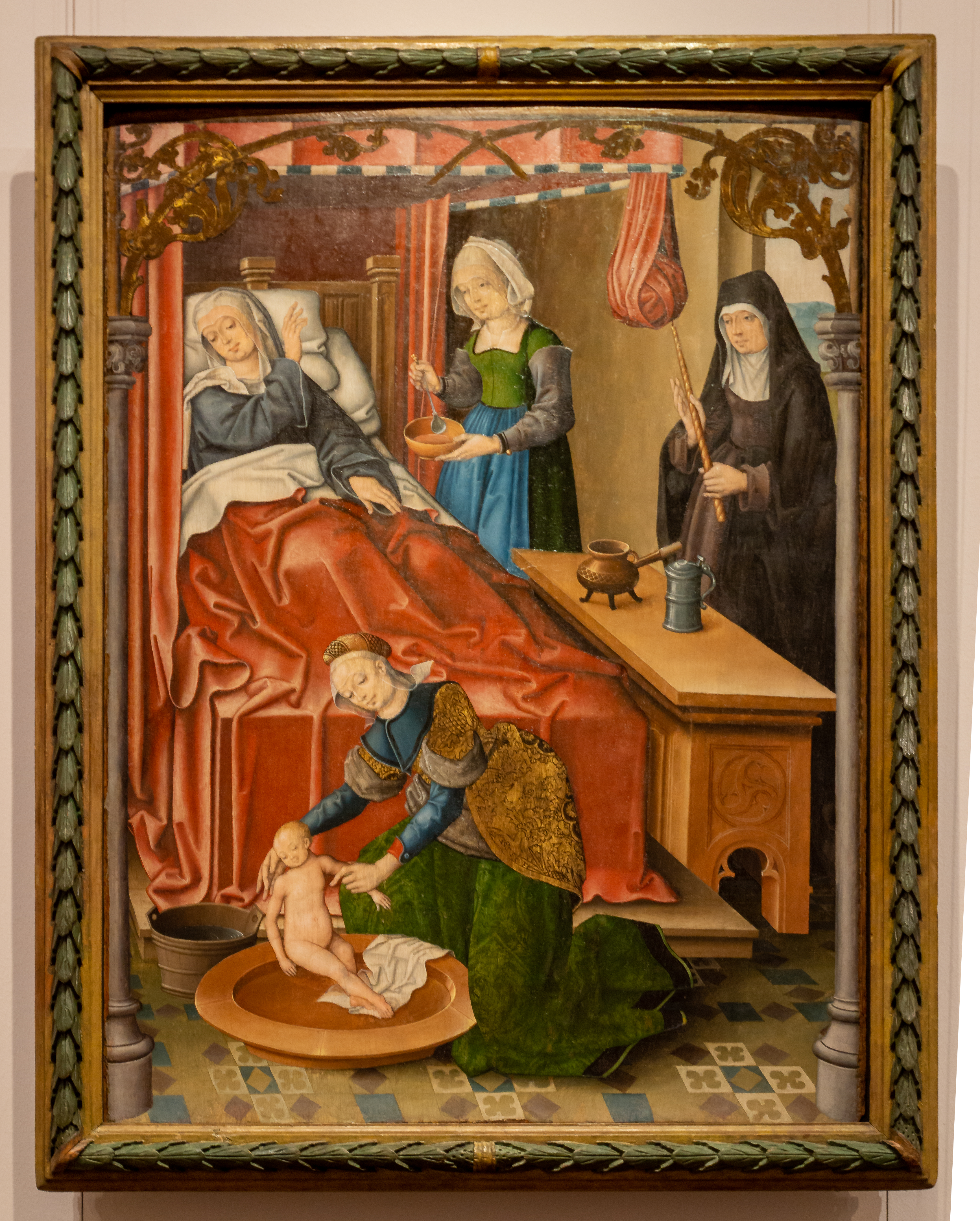
Naissance de Marie.

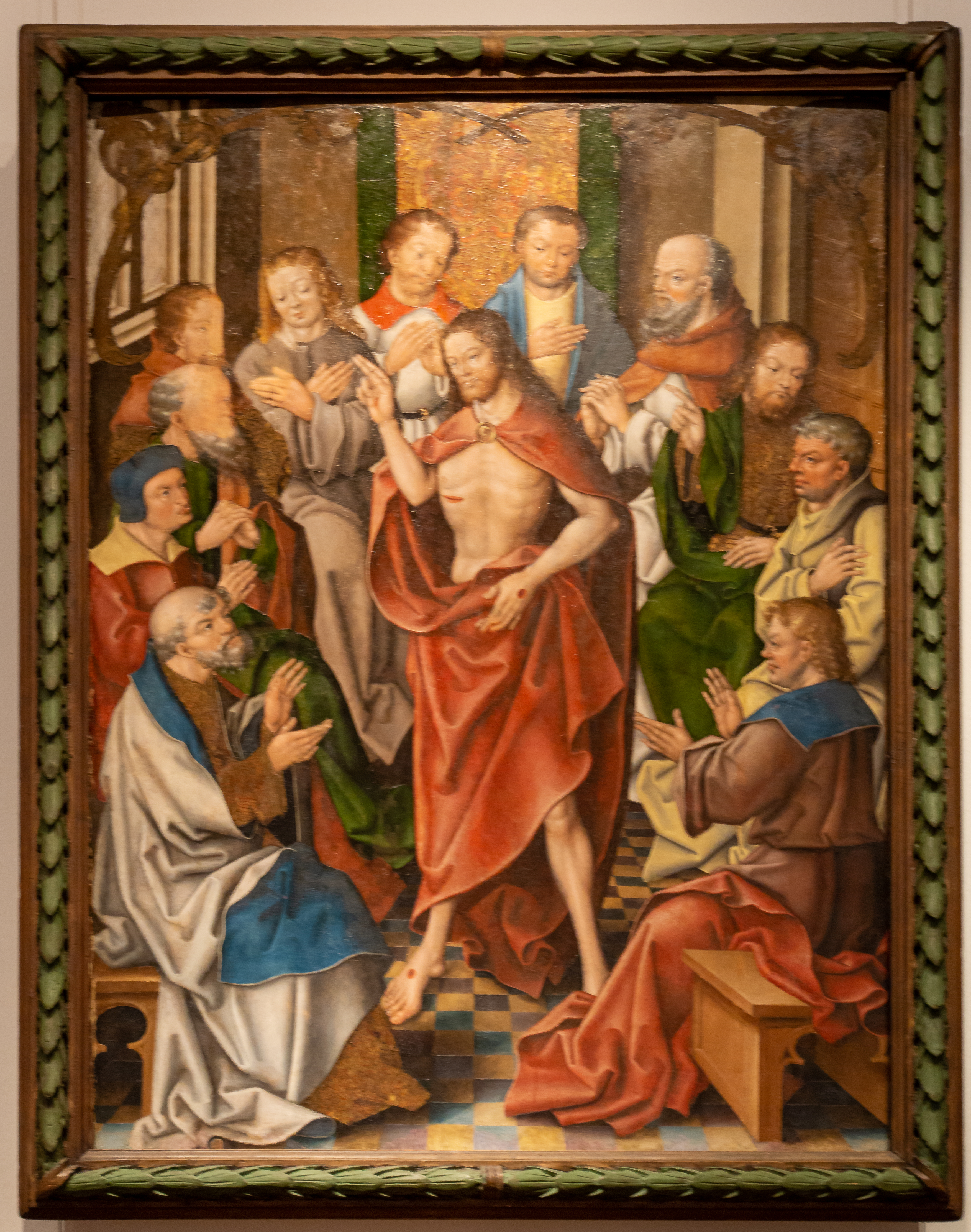
Apparition du Christ.

Une importante suite de tableaux, appelée la suite de l’Hôpital Clemens, du nom de l’hôpital de la ville de Münster où elle a été conservée longtemps, est formée à partir des deux ailes d'un retable démembré probablement au XVIIIe siècle; ils représentent seize scènes de la vie de Marie et de la passion du Christ. Ces panneaux ont fait l'objet d'une importante opération de restauration,,. Quatorze des panneaux sont maintenant au Stadtmuseum, les deux autres sont dans des collections privées.
Le cycle de la vue de Marie constitue l’extérieur des panneaux, visibles quand le retable est fermé. Il est composé des huit tableaux :
- Naissance de Marie
- Présentation de Marie au Temple
- Mariage de Marie et Joseph
- Annonciation
- Visitation
- Nativité
- Présentation du Christ au Temple
- Couronnement de Marie

Le panneau de la Présentation de Marie au Temple est dans une collection privée.
Le cycle de la passion du Christ est composé des huit panneaux qui forment l'intérieur des ailes. Ce sont :
- Entrée à Jérusalem
- La Cène
- Prière au Mont Olivier
- Dérision du Christ
- Apparition du Christ ressuscité
- Ascension
- Pentecôte
- Jugement dernier

Le panneau de La Cène est introuvable. Il était encore visible lors d'une exposition consacrée à Baegert en 1972 à Dortmund; le propriétaire actuel n'a pas pu être retrouvé.
LWL-Museum für Kunst und Kultur (Musée d'art et de culture)

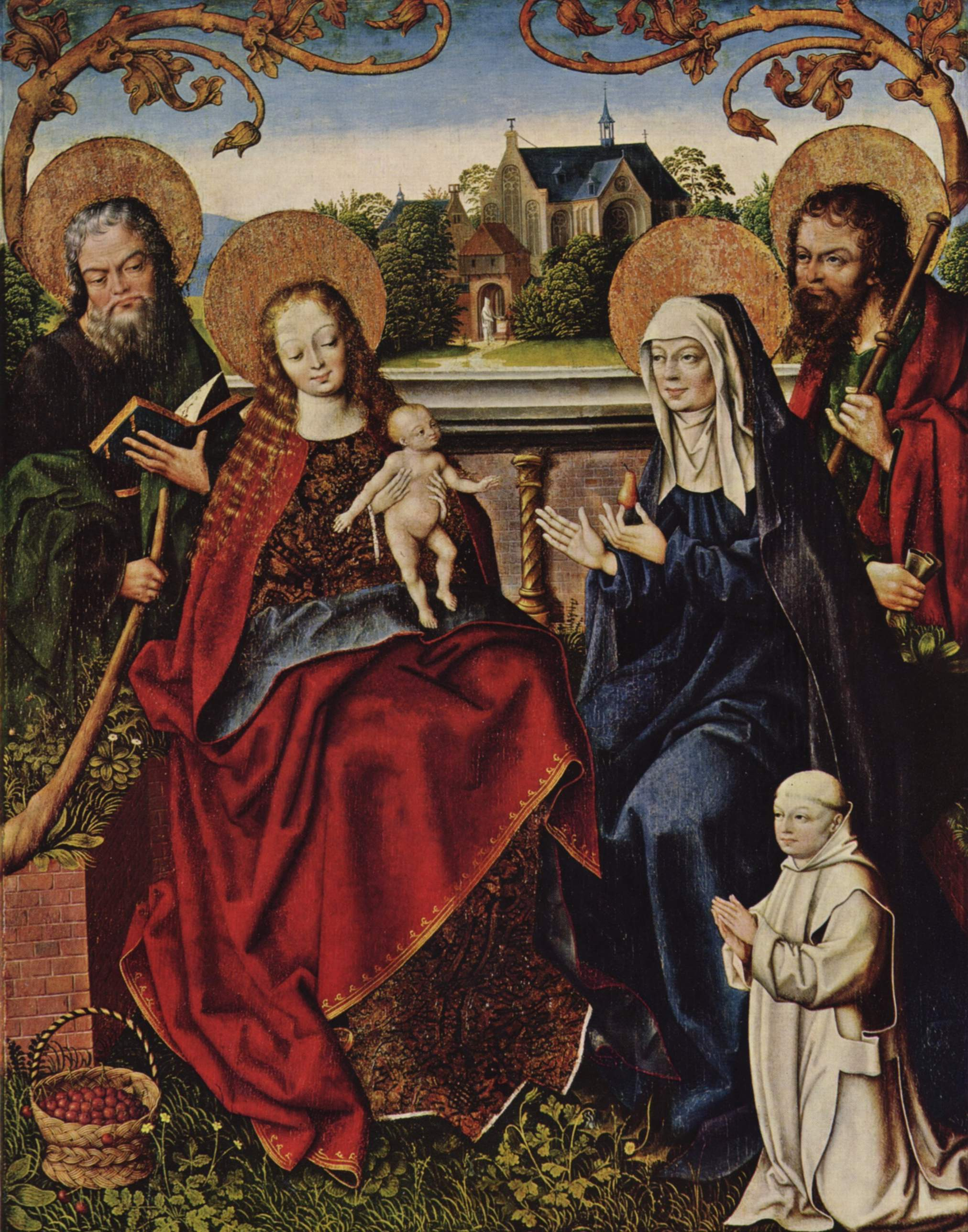
Anne trinitaire avec les apôtres Jude et Jacques de Zébédée et un donateur, LWL-Museum für Kunst und Kultur, Münster.

Le musée d'art et de culture de Münster possède, en plus d'une collection d'œuvres de son père Derick, quelques œuvres de Jan Baegert, parmi lesquels, :
- Anne trinitaire avec les apôtres Jude et Jacques de Zébédée et un donateur (entre 1490 et 1510)
- Adoration des rois mages (entre 1510 et 1524)
- Sainte Famille avec un moine chartreux
- La Sainte Parenté (vers 1530)
- Deux ailes d'un autel de particulier avec saint Grégoire et sainte Barbe
- Flagellation
- Couronnement d'épines (deux ailes de l’autel de Liesborn)
- Portement de croix
- Ascension
- Résurrection
- Enterrement de Marie
- Notre-Dame des Douleurs

### Autres lieux
Monastère de Cappenberg. Église paroissiale Saint-Jean
- Nativité. Triptyque avec scènes de nativité et couronnement de Marie

Berlin Gemäldegalerie

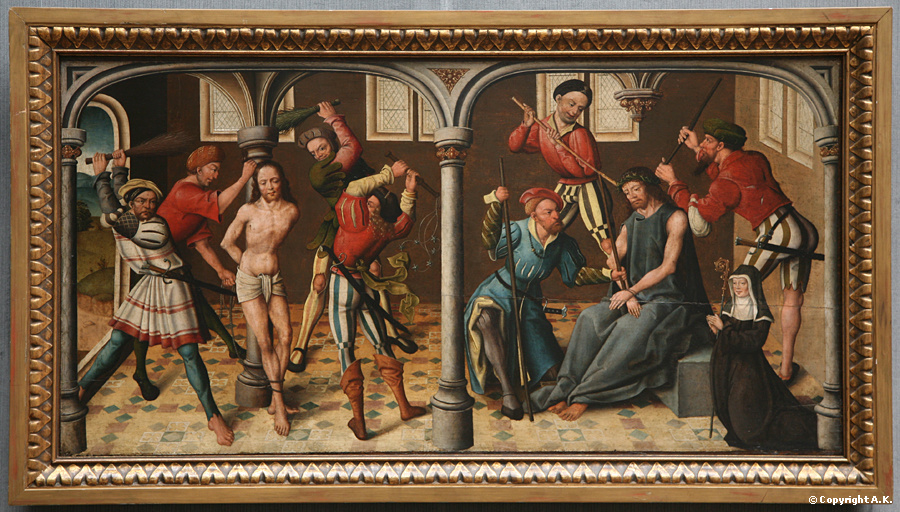
Flagellation et Couronnement d'épines, Gemäldegalerie.

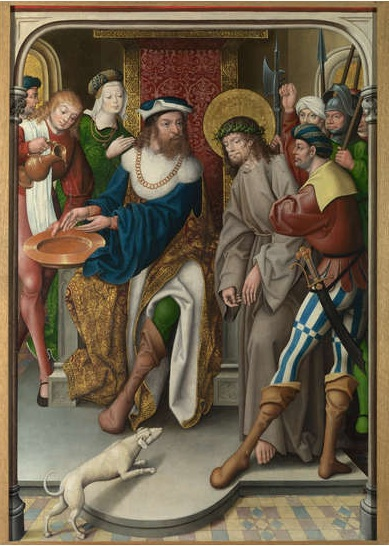
Christ devant Pilate, National Gallery.

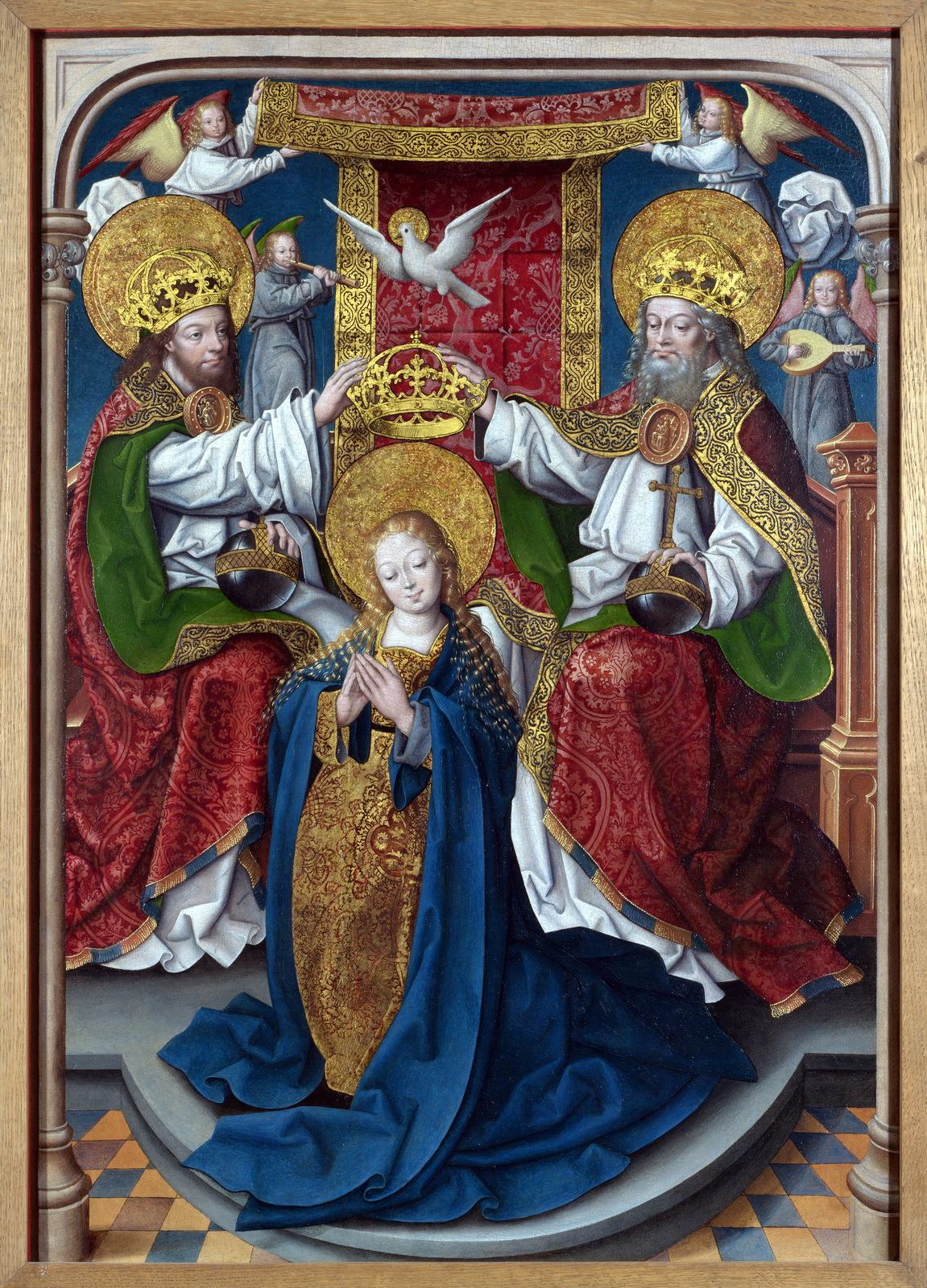
Couronnement de la Vierge, National Gallery.

- Flagellation et Couronnement d'épines, un panneau double, contenant deux scènes de la Passion, entre 1524 et 1530.

Clèves Museum Kurhaus Kleve (de) et Städtisches Museum Haus Koekkoek.
Le musée Kurhaus Kleve possède dix panneaux issus du démembrement de trois œuvres : Quatre appartiennent à un grand autel de la passion dont les autres parties sont maintenant dans des musées à Münster, Dortmund, Karlsruhe, Nuremberg et Utrecht. Quatre autres font partie d'un autel pour la famille Poet de Wesel, et deux autres sont d'un autel avec un donateur chartreux.
- Marie Immaculée
- Sainte Véronique
- Messe de Saint Grégoire
- Trinité
- Fragment d'une scène de calvaire

Cologne Musée diocésain (de)
- Notre-Dame des Douleurs

Dortmund Museum für Kunst und Kulturgeschichte (de)
- La Sainte Parenté
- Cavalcade
- Fragment d'une scène de calvaire

Karlsruhe Badisches Landesmuseum
- Portement de croix
- Mort de Marie

Londres National Gallery
- Christ devant Pilate. Dans cette variation du thème, l'épouse de Ponce Pilate, Claudia Procula, est appuyée sur son épaule. La légende dit qu'elle croyait en l'innocence du Christ. Les mains du Christ et le chien sont pris d'une gravure de Schongauer.
- Couronnement de la Vierge. Les deux panneaux sont des panneaux extérieurs des ailes latérale d'un retable appelé retable de Liesborn, venant de l'église du monastère de Liesborn ou Marienfeld. Les autres panneaux sont du maître de Liesborn.

Wesel
- Un autre panneau est à Wesel. Il est daté entre 1517 et 1522 et montre une résurrection.

Anvers
- Au Musée Mayer van den Bergh (cat n° 808) se trouve un petit panneau de 15.1 x 12 cm représentant Nicodème.

Kalkar Église Saint-Nicolas
- Un autel dédié à saint George contient, dans sa prédelle, une série de tableaux attribués Baegert (ou à son père Derick).

Nuremberg Germanisches Nationalmuseum
- Fragment d'une scène de calvaire

Rimini Musée municipal
- Le Christ devant Pilate
- Annonciation

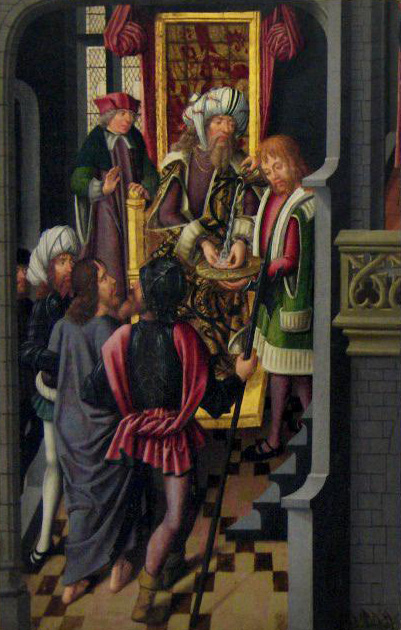
Le Christ devant Pilate, Musée municipal de Rimini

Stanford Iris & B. Gerald Cantor Center for Visual Arts

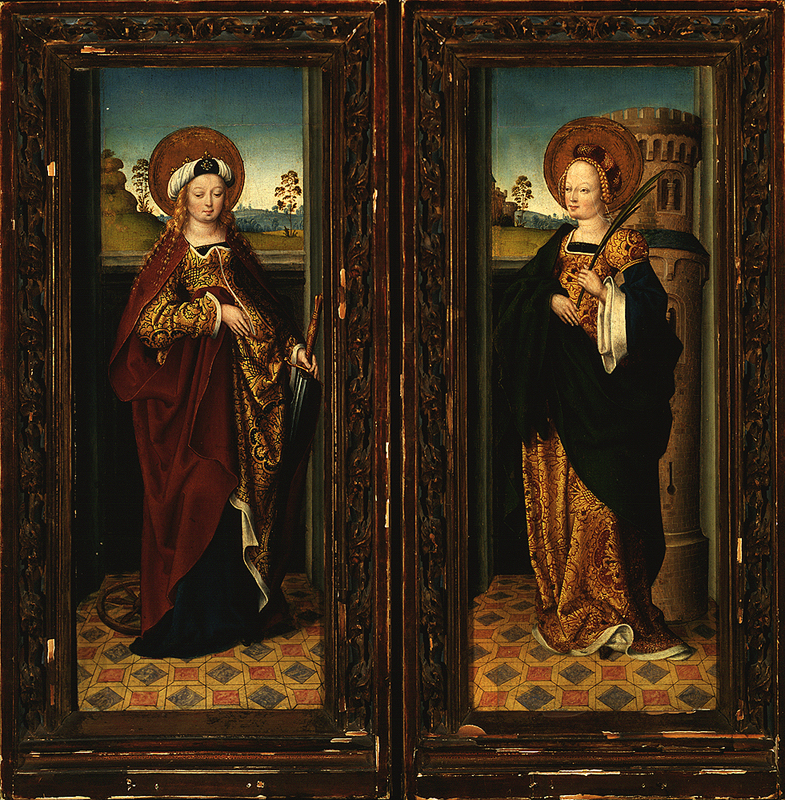
Sainte Barbe et Sainte Catherine (vers 1510), Stanford, Iris & B. Gerald Cantor Center for Visual Arts.

- Sainte Barbe et Sainte Catherine (vers 1510)

Xanten
- La Cathédrale Saint-Victor de Xanten possède un autel dédié à saint Antoine qui contient à l'intérieur une Tentation de saint Antoine dans un style narratif proche des primitifs hollandais : plusieurs épisodes de la vie sont représentés dans autant de petites scènes qui s'insèrent dans un paysage cohérent. Deux autres épisodes Antoine dormant et Antoine assailli constitue des parties supérieures d'ailerons de l'autel. À l'extérieur, représentations d'Antoine le Grand, Marie Madeleine, Denys d'Alexandrie, saint Victor et sainte Hélène[12].